# Le Lavandou (Staël)
Pour les articles homonymes, voir Le Lavandou.
Le Lavandou est un tableau réalisé par le peintre français Nicolas de Staël en 1952. Cette huile sur toile marouflée sur bois est un paysage représentant Le Lavandou, dans le Var. Elle est conservée au musée national d'Art moderne, à Paris.